# روبرتینو لورتی
روبرتو لورتی (ایتالیایی: Roberto Loreti؛ زادهٔ ۲۲ اکتبر ۱۹۴۷) بازیگر و خواننده اهل ایتالیا است.
از فیلم‌هایی که وی در آن‌ها نقش داشته است، می‌توان به دختر اهل بولونیا اشاره نمود.